# Ad-Just Bouwman
Ad-Just Bouwman (Stadskanaal, 17 mei 1983) is een Nederlands improvisatie-acteur.

## Levensloop
Bouwman studeerde musicaltheater en volgde een opleiding tot dramadocent aan Fontys Hogeschool voor de Kunsten. Bouwman is vooral bekend van zijn improvisatiewerkzaamheden.
Bouwman was in 2007 de winnaar van de BNN-talentenjacht Lama Gezocht en werd daardoor een van de zogenaamde Lama's. Door zijn stijl van improviseren viel hij op bij de jury en het Nederlandse publiek. Op 8 augustus 2007 bracht BNN echter naar buiten dat Bouwman afscheid zou nemen van het programma. Zijn stijl bleek niet aan te sluiten bij die van het programma.
In de herfst van 2008 was Bouwman te zien in reclame voor supermarkt PLUS.
In 2008 en 2009 gaf hij ook les in theatersport en amateurtoneel. Van 2007 tot heden speelt hij voorstellingen met toegepaste improvisatie voor bedrijven, scholen en instellingen. In het theater gaf hij voorstellingen met de Tilburg Tigers in Tilburg  en D.I.T. (dit is theater) in Amsterdam. 
Hij speelde in de musical Soldaat van Oranje de rol van Victor van 30 oktober 2010 tot en met 18 maart 2012. 
In juni 2012 was hij te zien in De Nieuwe Man, een muziektheatervoorstelling op locatie gebaseerd op het gelijknamige boek van Thomas Rosenboom. In september 2012 speelde hij de voorstelling Club Silenzio op het Amsterdamse Fringe-festival.
Vanaf eind 2013 is Bouwman te zien als Cor samen met Mark Scholten als Don in de reclame voor vliegmaatschappij Corendon. Bouwman is ook initiatiefnemer van de improcomedygroep Comedy Cowboys (2013).

## Televisie
- 2007: Lama Gezocht (BNN) (winnaar)
- 2007: De Lama's (BNN)
- 2008: Onderweg naar morgen  (BNN)
- 2009: A’dam E.V.A.
- 2013: De Leeuwenkuil  (ZAPP) - Pelikaanman

## Theater
- 2010: 'Victor' in de Nederlandse musical Soldaat van Oranje